# Сухопътни войски на Аржентина
Армията на Аржентина (на испански: Ejército Argentino) е съвкупността от подразделенията на сухопътните войски на Аржентина, които заедно с флота и авиацията формират бойния състав на въоръжените сили на Аржентина, предназначени за защита на свободата, независимостта и териториалната цялост на държавата.
Армията е под контрола на главнокомандващ – президента на Аржентина и министъра на отбраната.
Началото на сухопътните войски е поставено през 1810 г. През 2011 г. аржентинската армия има числен състав 55 000 души. Празникът на аржентинската армия се отбелязва на 29 май.